# 780
Rok 780 (DCCLXXX) byl přestupný rok, který podle juliánského kalendáře započal sobotou. 
Podle židovského kalendáře došlo k přelomu let 4540 a 4541. Podle islámského kalendáře započal dne 10. září rok 164. 

## Události

#### Evropa a Byzantská říše
- 8. září – Císař Leon IV. Chazar umírá po pětileté vládě, během které byl značně zastíněn svou ženou Irenou Athénskou. Na trůn po něm nastupuje jeho devítiletý syn Konstantin VI. Během jeho nezletilosti byla regentkou Irena a její oblíbený eunuch Staurakios.
- Saské války: Král Karel Veliký nařizuje trest smrti pro každého pokořeného Sasa, který odmítne konvertování ke křesťanství. Mezitím vojevůdce Widukind sestavuje armádu vzbouřenců na severu Saska.
- Karel Veliký zakládá město Osnabrück na místě, kde původně stálo pouze tržiště (přibližné datum)

#### Británie
- Město Aldwych se stává důležitým obchodním centrem v Londýně a spadá pod království Mercie. Král Offa zakládá sídlo Aldermanbury.

#### Probíhající události
- 772–804: Saské války

## Narození
- Ahmad ibn Hanbal, muslimský učenec a teolog
- Al-Chorezmí, perský matematik

## Úmrtí
- Leon IV. Chazar, byzantský císař

## Hlava státu
- Papež – Hadrián I. (772–795)
- Byzantská říše – Leon IV. Chazar (775–780) » Konstantin VI. (780–797)
- Franská říše – Karel I. Veliký (768–814)
- Anglie
  - Wessex – Cynewulf z Wessexu
  - Essex – Sigeric
  - Mercie – Offa (757–796)
- První bulharská říše – Kardam